# إسحاق ليفي
إسحاق ليفي (بالإنجليزية: Isaac Levi)‏ هو فيلسوف أمريكي، ولد في 30 يونيو 1930 في نيويورك في الولايات المتحدة، وتوفي في 25 ديسمبر 2018.